# Personalordinariat Kathedra Petri
Das Personalordinariat Kathedra Petri (lateinisch Ordinariatus Personalis Cathedrae Sancti Petri, englisch Personal Ordinariate of The Chair of Saint Peter) ist eine diözesanähnliche Institution der römisch-katholischen Kirche, die auf dem Gebiet der Vereinigten Staaten und Kanadas für Katholiken anglikanischer Tradition geschaffen wurde. Sie ermöglicht Gläubigen und Gruppen aus Kirchen der Anglikanischen Gemeinschaft (v. a. der Episkopalkirche der Vereinigten Staaten von Amerika) die volle Gemeinschaft mit der katholischen Kirche, ohne ihr besonderes anglikanisches Erbe aufzugeben.

## Einzelnachweise

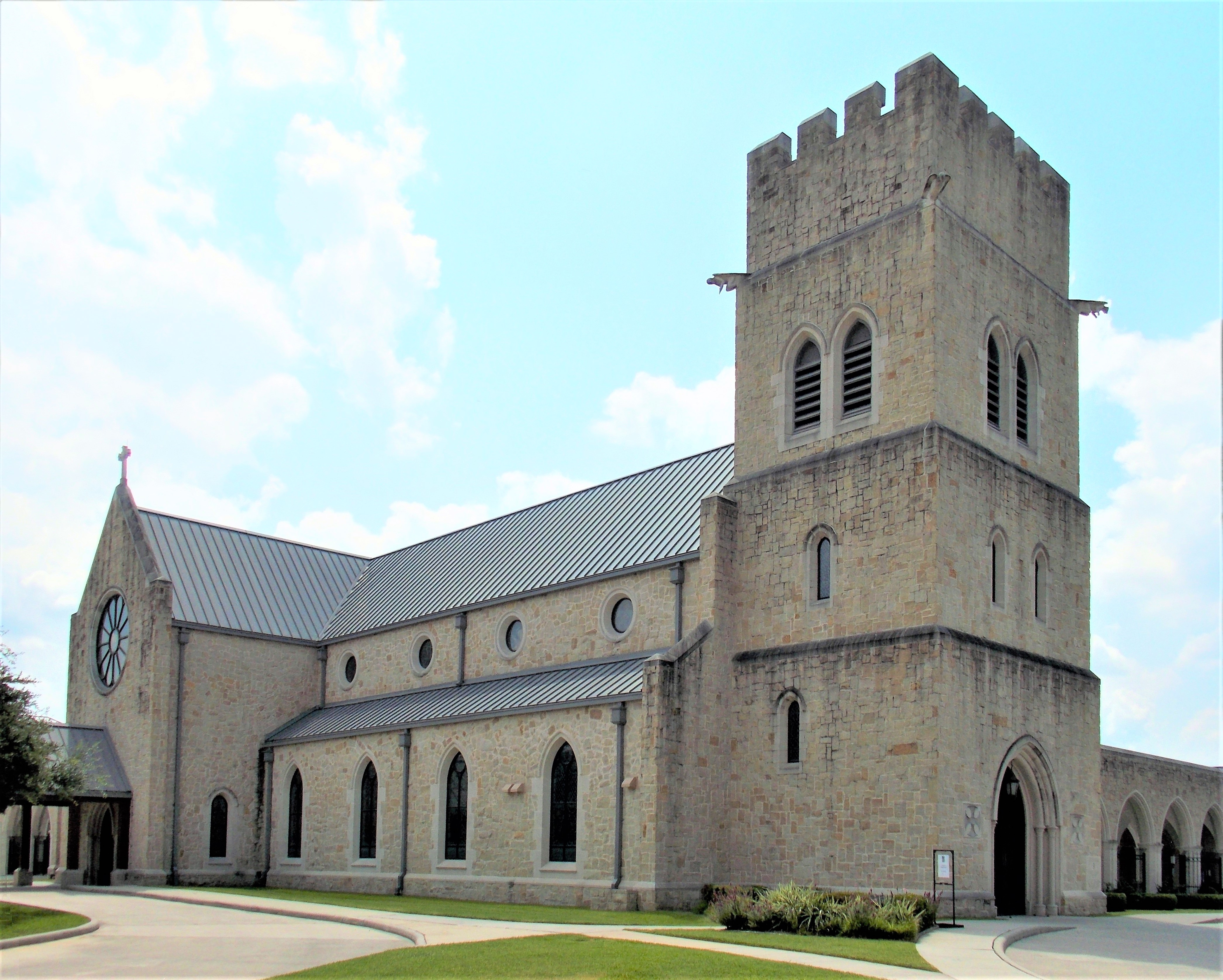
Kathedrale Our Lady of Walsingham in Houston

## Geschichte
Das Personalordinariat wurde am 1. Januar 2012 durch die Kongregation für die Glaubenslehre in Abstimmung mit der Bischofskonferenz der Vereinigten Staaten gemäß den Normen der von Papst Benedikt XVI. am 4. November 2009 in Kraft gesetzten Apostolischen Konstitution Anglicanorum coetibus errichtet.
Zum ersten Ordinarius des Personalordinariats wurde Jeffrey N. Steenson ernannt. Da er verheiratet ist und eine Zölibatsdispens für Bischöfe nicht erteilt wird, erhielt er keine Bischofsweihe.
Sein im Herbst 2015 ernannter Nachfolger Steven Joseph Lopes ist ein unverheirateter römisch-katholischer Kleriker und kein Konvertit aus dem Anglikanismus, sodass er anders als Steenson am 2. Februar 2016 auch die Bischofsweihe empfing und als zweiter Ordinarius und erster Bischof des Personalordinariats amtiert.
Die Anzahl der Gläubigen des Ordinariats ist verhältnismäßig klein, die der Priester vergleichsweise ungewöhnlich groß.
Der Name des Personalordinariats nimmt Bezug auf das Fest Kathedra Petri, das die Leitungsvollmacht des Apostels Petrus und seiner Nachfolger über die Gesamtkirche zum Inhalt hat. Kirchenrechtlich untersteht das Personalordinariat Kathedra Petri unmittelbar dem Heiligen Stuhl. Der Sitz des Personalordinariats befindet sich in Houston, Texas, Our Lady of Walsingham.